# 布雷济亚克
布雷济亚克（法語：Brézilhac，法語發音：[bʁezijak] ⓘ）是法国奥德省的一个市镇，属于利穆区。

## 地理
布雷济亚克（43°10'5"N, 2°4'46"E）面积6.82 平方千米，位于法国奧克西塔尼大區奥德省，该省份为法国南部沿海省份，北起塔恩省，西北接上加龙省，西接阿列日省，南至东比利牛斯省，东临地中海，东北与埃罗省接壤。
与布雷济亚克接壤的市镇（或旧市镇、城区）包括：卡亚韦勒、方若、弗努耶迪拉泽斯、费朗、拉塞尔德普鲁耶。

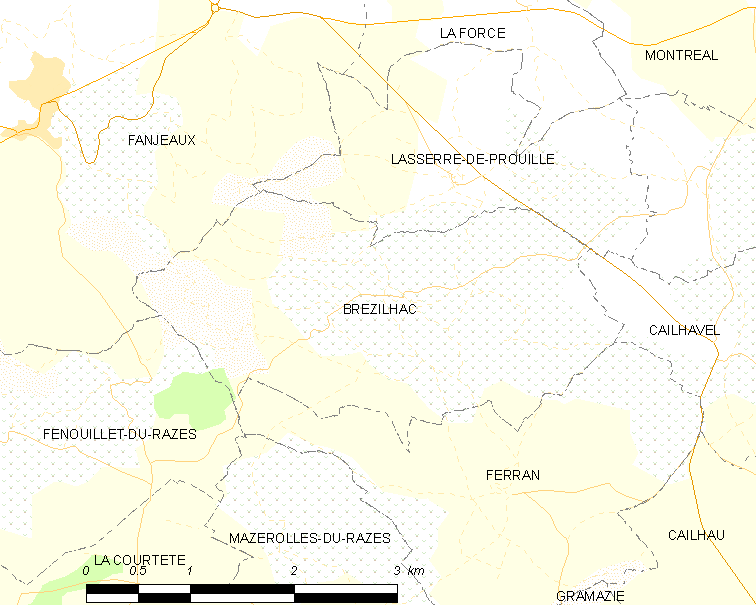
布雷济亚克的OSM定位图

布雷济亚克的时区为UTC+01:00、UTC+02:00（夏令时）。

## 行政
布雷济亚克的邮政编码为11270，INSEE市镇编码为11051。

## 政治
布雷济亚克所属的省级选区为拉皮耶日欧拉泽斯县。

## 人口

1962-2008年间布雷济亚克人口变化图示

布雷济亚克于2022年1月1日时的人口数量为176人。